# Устав СНГ
Устав Содружества Независимых Государств — международный договор между государствами, входящими в Содружество Независимых Государств (СНГ).

## История
Хартия была подписана 22 января 1993 года в Минске главами государств Содружества Независимых Государств (СНГ) и впоследствии сдана на хранение в ООН. Он определяет цели, органы и функции СНГ, а также критерии членства. Россия, Белоруссия, Армения, Казахстан, Кыргызстан, Молдова, Таджикистан и Узбекистан подписали и ратифицировали договор, а Азербайджан присоединился к нему позже. Грузия также присоединилась к договору в 1993 году, присоединение вступило в силу в 1994 году, но вышла из него в 2008 году, а выход вступил в силу в 2009 году. Украина и Туркменистан не подписали и не присоединились к договору, хотя считались частью СНГ на момент подписания договора.

## Членство
Соглашение об Уставе СНГ определяет, какие страны считаются членами СНГ. Согласно статье 7, членами считаются только страны, ратифицировавшие этот договор. Однако в той же статье, страны, ратифицировавшие Договор об образовании СНГ и протокол к нему, определяются как «государства-учредители СНГ». Это создало правовую неопределенность, поскольку Украина и Туркменистан ратифицировали договор и протокол и поэтому считаются «государствами-основателями СНГ». Украина и Туркменистан так и не ратифицировали Устав СНГ и, следовательно, не могут считаться членами СНГ после вступления в силу Устава. Тем не менее, и Украина, и Туркменистан продолжают участвовать в СНГ, а Туркменистан стал ассоциированным членом СНГ в августе 2005 года в соответствии с процедурой, определенной в статье 8 Устава.

### Украина
Украина прекратила участие в СНГ в 2018 году, что создало неопределенность в отношении процедуры, которую необходимо было выполнить, чтобы выйти из состава СНГ. По состоянию на декабрь 2018 года Украина не является членом СНГ и прекратила в нем участие. Тем не менее, она остается участником договора и связанного с ним протокола и, согласно уставу, является «государством-основателем СНГ», если устав не будет изменен или аннулирован.
Кроме того, согласно Договору об образовании СНГ и Протоколу к нему, а также другим Алма-Атинским декларациям 1991 года, Украина является частью СНГ. Таким образом, в то время как Украина фактически прекратила неофициальное участие в его нынешнем виде в СНГ, секретариат СНГ отметил, что он не получал официального уведомления от Украины о своем выходе. Поэтому секретариат СНГ (как и представитель России в СНГ) считает, что Украина до сих пор является государством, которое не вышло из СНГ и может в нем участвовать. С этой целью секретариат СНГ заявил, что будет продолжать приглашать Украину к участию, даже несмотря на то, что Украина не является членом, и официально и формально приняла решение прекратить участие.
Кроме того, Уставный договор СНГ также является договором, который, по сути, формализовал Содружество Независимых Государств, поскольку он означал юридическую связь между странами, подписавшими Алма-Атинский протокол, и расширил Содружество Независимых Государств за счет включения этих государств на законных основаниях. Тем не менее, в то же время он формально определил Украину и Туркменистан как государства, не являющиеся членами, так как эти страны никогда не ратифицировали этот договор. Однако эти страны рассматривались государствами-членами СНГ как равные в контексте СНГ более десяти лет, их приглашали к участию, что привело к неформальному термину «государства-участники». Стоит отметить, что ни Украина, ни Туркменистан никогда не применяли Уставный договор СНГ даже временно, будучи допущенными к участию в СНГ после 1993 года. Им также было разрешено принимать участие в органах СНГ, таких как его Межпарламентская ассамблея.

### Грузия
Грузия вышла из Устава СНГ и всех других договоров, связанных с СНГ, таких как Договор о создании СНГ и протокол к нему 18 августа 2008 года. Данное решение вступило в силу, согласно Уставу, 12 августа 2009 года.
Грузия вышла из состава министров обороны СНГ 3 февраля 2006 г., поскольку членство в этой группе несовместимо с участием в НАТО.